# Vladimir Zagorovski

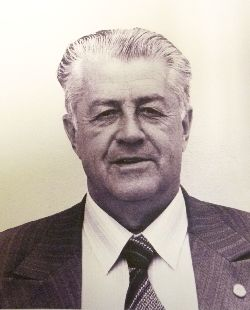
Vladimir Zagorovski

Vladimir Pavlovitsj Zagorovski (Russisch: Владимир Павлович Загоровский) (Voronezj, 29 juni 1925 – aldaar, 6 november 1994) was een Russische schaker. In 1952 werd hij kampioen van Moskou en in 1965 werd hij grootmeester ICCF. Vladimir speelde veel beter correspondentieschaak dan bordschaak Hij heeft een paar keer meegespeeld om het wereldkampioenschap: van 1962 tot 1965 nam hij deel aan het 4e kampioenschap en zette hij de titel van wereldkampioen op zijn naam. In het 5e speelde hij ook mee, maar eindigde op de vierde plaats. Hans Berliner werd de nieuwe kampioen. In het 6e toernooi werd hij tweede achter Horst Rittner terwijl hij in het 7e toernooi Jacob Estrin als zijn meerdere moest erkennen.